# パブロ・ゴンサルベス
パブロ・ゴンサルベス・ジラベルト（Pablo Gozálbez Gilabert、2001年4月30日 - ）は、スペイン・バレンシア州カネト・デン・ベレンゲル出身のサッカー選手。FCアロウカ所属。ポジションはMF。

## クラブ経歴
バレンシア州のカネト・デン・ベレンゲルに生まれ、2007年に8歳でバレンシアCFのカンテラへ入団した。2019-20シーズンからBチームでプレーし始め、2023年8月11日、プリメーラ・ディビシオンのセビージャFC戦にて、ディエゴ・ロペスとの途中交代でトップチームデビューを果たした。